# الإشراف على المخزون

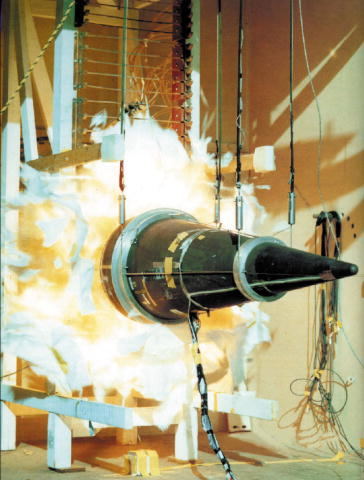
مركبة فضائية من نوع إم كي 21 في المختبر لإجراء محاكاة، لتحديد كيفية تعمل مكوناتها القديمة إذا استخدمت اليوم ودخلت الغلاف الجوي.

يشير مصطلح (الإشراف على المخزون) أو إدارة المخزونات إلى البرنامج الذي تديره الولايات المتحدة لاختبار موثوقية أسلحتها النووية وصيانتها دون الحاجة لإجراء التجارب النووية. الولايات المتحدة لم تطور أسلحة نووية جديدة منذ عام 1992، كما أن أحدث أسلحتها لا يقل عمرها عن 29 عامًا (اعتبارًا من عام 2022).
يمكن أن تفشل الأسلحة القديمة أو تعمل بشكل غير متوقع في عدد من الطرق: يمكن أن تتحلل كيميائيًا المواد شديدة الانفجار التي تغطي المواد الانشطارية في السلاح، ويمكن أن تعاني المكونات الإلكترونية للاسلحة من التحلل، كما أن نوى البلوتونيوم / اليورانيوم المشعة تفقد كفاءتها مع تقادم الزمن، والنظائر المستخدمة في الأسلحة النووية الحرارية قد يكون غير مستقر كيميائيًا أيضًا.
نظرًا لأن الولايات المتحدة لم تختبر أيضًا الأسلحة النووية منذ عام 1992، فإن الحفاظ على سلامة المخزون لهذه الأسلحة يتطلب استخدام المحاكاة (باستخدام اختبارات المتفجرات غير النووية وأجهزة الكمبيوتر العملاقة وغيرها) وتطبيقات المعرفة العلمية حول الفيزياء والكيمياء لتشخيص المشاكل الناجمة عن زيادة العمر التشغيلي. كما يتضمن تصنيع «حفر» بلوتونيوم إضافية لتحل محل تلك الحفر ذات النوعية غير المعروفة، وإيجاد طرق أخرى لزيادة عمر الرؤوس الحربية الحالية والحفاظ على رادع نووي موثوق.
يتم تنفيذ معظم الأعمال المتعلقة بالإشراف على المخزون في مختبرات وزارة الطاقة الأمريكية الوطنية [الإنجليزية] ومعظمها في مختبر لوس ألاموس الوطني ومختبرات سانديا الوطنية ومختبر لورانس ليفرمور الوطني وموقع اختبار نيفادا ومرافق إنتاج وزارة الطاقة والتي يعمل فيها حوالي 27,500 موظف وتكلف مليارات الدولارات سنويًا للعمل.